# Sara Lazarus
Sara Lazarus (Wilmington, 1 april 1962) is een Amerikaanse jazzzangeres, die behoort tot het Franse jazzcircuit.

## Biografie
Lazarus kreeg op 8-jarige leeftijd klassieke pianoles. Op 12-jarige leeftijd begon ze tenorsaxofoon te spelen, ook in de schoolband. Op 16-jarige leeftijd werd ze lid van de American Youth Jazz Band, waarmee ze in 1980 een tournee afwerkte in Europa en waarmee ze optrad tijdens het Montreux Jazz Festival. Aan de Harvard University studeerde ze tot 1984 Engelse literatuur. Daarnaast speelde ze saxofoon en zong ze ook in bands. Ze werd ontdekt door Illinois Jacquet, die haar adviseerde om zich te concentreren op een carrière als muzikante. Na de studie vestigde ze zich in Frankrijk, waar ze tijdelijk lid was van de band van Jacquet. Ze formeerde een eigen combo, maar ze werkte ook met Franck Amsallem, Riccardo Del Fra, Manuel Rocheman en Jacky Terrasson. Vervolgens werkte ze in de jazzclubs, daarna ook op festivals als Jazz in Marciac, Crest Jazz Vocal en het JVC Jazz Festival Paris.
Patrice Caratini haalde haar in 2000 bij zijn Jazz Ensemble en speelde met haar het album Anything Goes in, dat de songs van Cole Porter voorstelde. In 2005 bracht ze het eerste album uit onder haar eigen naam. Tot haar band behoorden muzikanten als Alain Jean-Marie, Dominique Lemerle, Gilles Naturel, Steve Williams en Andrea Michelutti. Haar songs zijn verschenen op talrijke compilaties.

## Privéleven
Lazarus is getrouwd met de saxofonist Eric Breton, met wie ze zonen heeft.

## Onderscheidingen
In 1994 won ze de eerste prijs bij het Thelonious Monk-concours.

## Discografie
- 2000: Patrice Caratini Anything Goes (Harmonia Mundi)
- 2005: Give Me the Simple Life (Dreyfus Jazz, met Biréli Lagrène, Hono Winterstein, Diego Imbert, André Ceccarelli resp. Winard Harper)
- 2006: It's All Right With Me (Dreyfus Jazz, met het Gypsy Project van Biréli Lagrène)

- Bibliothèque nationale de France: cb14610345r (data)
- International Standard Name Identifier: 0000 0000 0135 3589
- MusicBrainz: 1cac8583-f3d1-4757-8856-4fe39733fbc5
- Système universitaire de documentation: 085189138
- Virtual International Authority File: 69181932
- WorldCat: E39PBJfCB4Ctx93X8khHhVDyVC